# Michael English

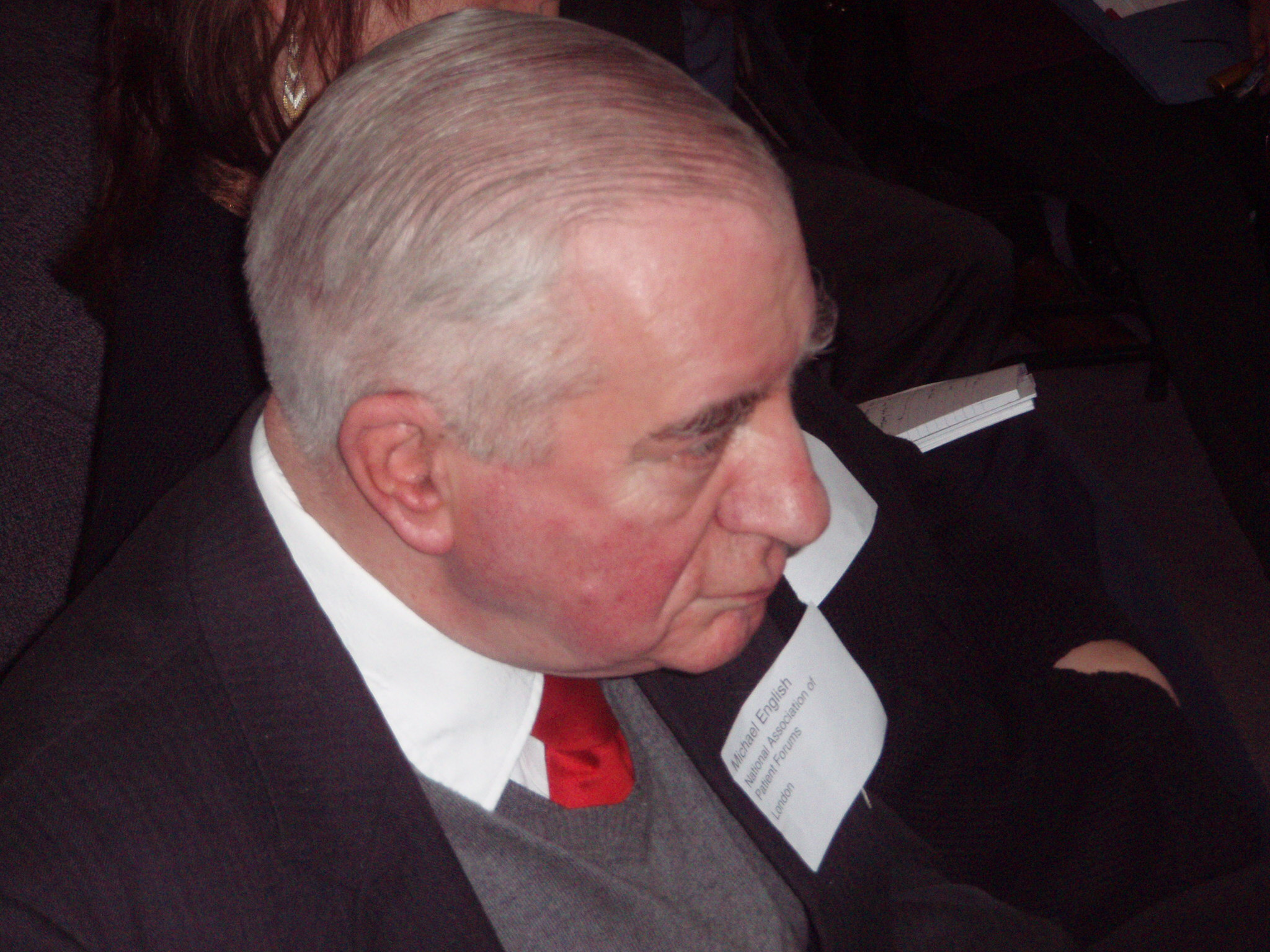
Michael English, 2008

Michael English (* 24. Dezember 1930 in Southport, Lancashire; † 16. Juli 2019) war ein britischer Politiker der Labour Party, der zwischen 1964 und 1983 den Wahlkreis Nottingham West als Abgeordneter im House of Commons vertrat.

## Leben

### Herkunft, Kommunalpolitiker und erfolglose Unterhauskandidatur 1959
Englishs Vorfahren kamen aus Irland und lebten zeitweilig in den USA. Sein Vater war Angestellter bei der Eisenbahn und später Kaufmann. Nachdem sein Vater 1939 gestorben war, geriet die Familie in finanzielle Schwierigkeiten. Er selbst erkrankte während des Besuchs der Grundschule an Tuberkulose und erhielt danach Hausunterricht. Nachdem die Krankheit 1944 geheilt war, besuchte er die King George V Grammar School in Southport und begann nach dem Schulabschluss ein Studium der Rechtswissenschaften an der University of Liverpool.
English, der während des Studiums 1948 der Labour Party beitrat, war nach Besuch der Universität bei der Turner Brothers Asbestos Company tätig. Er begann seine politische Laufbahn in der Kommunalpolitik als 1952 Mitglied des Stadtrates von Rochdale wurde und diesem bis 1965 angehörte.
Bei den Unterhauswahlen vom 8. Oktober 1959 kandidierte er im Wahlkreis Shipley für ein Mandat im House of Commons, unterlag aber dem Wahlkreisinhaber von der Conservative Party, Geoffrey Hirst, deutlich mit 5511 Stimmen Unterschied. Während Hirst 22.536 Stimmen (56,97	 Prozent) erhielt, entfielen auf ihn 17.025 Wählerstimmen (43,03 Prozent).

### Unterhausabgeordneter 1964 bis 1983
English, der nach dem Tod von Hugh Gaitskell für Harold Wilson als Parteivorsitzender der Labour Party stimmte, wurde dann aber bei den darauf folgenden Unterhauswahlen vom 15. Oktober 1964 im Wahlkreis Nottingham West erstmals zum Abgeordneten in das House of Commons gewählt. Bei seiner ersten Wahl konnte er sich dabei nur knapp mit 164 Stimmen gegen seinen Gegenkandidaten von den konservativen Tories durchsetzen. Er gehörte dem House of Commons bis zu den Unterhauswahlen am 9. Juni 1983 an und verzichtete dabei auf eine erneute Kandidatur, nachdem der Wahlkreis aufgrund von Stimmbezirksänderungen aufgelöst wurde.
Zu Beginn seiner Unterhauszugehörigkeit war er Vorsitzender eines Unterausschusses des Ausgabenausschusses (Expenditure Committee), aus dem später der Ausschuss für Angelegenheiten des Schatzes und des öffentlichen Dienstes (Treasury and Civil Service Committee) wurde. Daneben war er 1964 Mitglied des Geschäftsordnungsausschusses (Procedure Committee) als es zu den ersten Fernsehübertragungen von Debatten aus dem Unterhaus kam. Später war er von 1966 bis 1967 Parlamentarischer Privatsekretär (Parliamentary Private Secretary) von Schatzkanzler James Callaghan sowie anschließend Mitglied verschiedener Ständiger Ausschüsse des Unterhauses.